# Cyphastrea chalcidicum
Cyphastrea chalcidicum är en korallart som först beskrevs av Forskål 1775.  Cyphastrea chalcidicum ingår i släktet Cyphastrea och familjen Faviidae. IUCN kategoriserar arten globalt som livskraftig. Inga underarter finns listade i Catalogue of Life.